# زین‌العابدین سوم
سلطان زین‌العابدین سوم معظم شاه ابن المرحوم سلطان احمد معظم شاه دوم (جاوی: سلطان زین العابدین ۳ معظم شاه ابن المرحوم سلطان أحمد معظم شاه ۲؛ زادهٔ ۱۲ آوریل ۱۸۶۶ – درگذشت ۲۶ نوامبر ۱۹۱۸) کی‌سی‌ام‌جی (KCMG)، از سال ۱۸۸۱ تا ۱۹۱۸ سلطان و یانگ دی‌پرتوان بسار ایالت ترنگانو بود. زین‌العابدین که در پی درگذشت پدرش سلطان احمد بر مسند سلطنت قرار گرفت، در طی دوران حکمرانی او، ترنگانو بر اساس پیمان آنگلو-سیامی ۱۹۰۹ به تحت‌الحمایه بریتانیا تبدیل گشت. در سال ۱۹۱۱، سلطان زین‌العابدین سوم اولین قانون‌اساسی ترنگانو را منتشر کرد. او در روز ۲۶ نوامبر ۱۹۱۸، بعد از حدود ۳۷ سال حکمرانی در سن ۵۲ سالگی در کوالا ترنگانو درگذشت و در مسجد زین‌العابدین به خاک سپرده شد.

## خدمت به ایالت ترنگانو
او یکی از سلطان‌هایی است که این ایالت را به سعادت و خوشبختی رساند. او همچنین یکی از سلطان‌های معروفی است که از او به فردی نام برده می‌شود که نوگرایی و مدرنیته را به ایالت ترنگانو آورد.

## افتخارات خارجی
- تایلند:
  -  قیطان شوالیه بزرگ از نشان فیل سفید (آوریل ۱۸۸۷)
  -  صلیب شوالیه بزرگ از نشان تاج پادشاهی تایلند (GCCT) (آوریل ۱۸۹۶)
- بریتانیا:
  -  فرمانده شوالیه از نشان سنت مایکل و سنت جورج (KCMG) – سر (۱۹ ژوئن ۱۹۱۱)